# Verpillières
Verpillières là một xã ở tỉnh Somme, vùng Hauts-de-France, Pháp.

## Địa lý
Thị trấn này có cự ly khoảng 32 miles về phía đồng nam của Amiens, trên đường D221, tại ranh giới với tỉnh Seine-Maritime.

## Dân số
| 1962                                                  | 1968 | 1975 | 1982 | 1990 | 1999 |
| ----------------------------------------------------- | ---- | ---- | ---- | ---- | ---- |
| 158                                                   | 159  | 122  | 142  | 161  | 169  |
| Số liệu dân số từ năm 1962, dân số không tính hai lần |      |      |      |      |      |